# 無縫分光
無縫分光（英語：Slitless spectroscopy）光譜法是在沒有小狹縫的情况下完成的，只允許來自小區域的光被繞射。它在光源稀少的領域中效果最好，因為它將每個點源分散到其頻譜中，而擁擠的領域可能會過於混亂，對某些應用程序沒有用處。它還面臨著一個問題，即對於擴展源，附近的發射線會重疊。該技術是快照高光譜成像的基本形式。無縫分光用於天文調查和時間演化很重要的領域，例如太陽物理學。這兩種類型的應用都受益於無縫攝譜儀的高速操作：傳統攝譜儀需要多次曝光，掃描目標上的狹縫，以獲取完整的光譜成像影像，而無縫攝譜儀可以在一次曝光中捕獲完整的影像平面。
克羅斯利望遠鏡使用了最初由尼古拉斯·馬亞爾使用的無縫攝譜儀。
1924年出版的《亨利·德雷伯星表》包含了數十萬顆恆星的恆星分類，這些分類基於在哈佛大學天文台使用物端稜鏡法拍攝的光譜。分類工作最初由威廉敏娜·弗萊明領導，後來由安妮·坎農領導，並得到了包括弗洛倫斯·庫什曼在內的許多其她女性天文學家的貢獻 。
無縫攝譜儀在光栅處遇到一種不尋常的鏡面反射形式，這會導致稱為利特羅擴展或壓縮的各向異性影像失真。發生畸變是因為鏡面反射的正常規則不適用於遠離非色散反射角的反射光栅。